# 日経BP
株式会社日経BP（にっけいビーピー）は日本経済新聞社（日経）グループで出版業を営む子会社である。日経BP社とも表記される。2020年4月に日本経済新聞出版社（にほんけいざいしんぶんしゅっぱんしゃ）を経営統合した。
「BP」はビジネス・パブリケーションズ (Business Publications) の略である。

## 概要
日本経済新聞社の関係会社として、経済産業界の話題を扱うビジネス向け雑誌、業界誌、書籍に特長がある。書店販売は日経BPマーケティングが担当する。書籍は自社の雑誌記事を取りまとめた単行本が多い。
ビジネス情報誌「日経ビジネス」を始め、経営、マーケティング、IT、医療、電子、機械、土木、建築などの情報誌を読者へ直販し、「日経トレンディ」「日経エンタテインメント!」など一般向け雑誌や書籍を書店で発行する。ネット媒体は技術系総合情報サイト「日経クロステック」、マーケティング情報サイト「日経クロストレンド」を運営し、「東京ゲームショウ（共催）」などの各種展示会も開催する。かつて商用パソコン通信サービス「日経MIX」を運営した。
1969年4月に日経と米国マグロウヒル社の合弁企業「日経マグロウヒル株式会社」（資本金1億800万円）として設立された。1988年5月にマグロウヒル社が持株の全てを日経に譲渡し、1988年7月に現社名となる。のち4億円に増資して商法上の大会社基準が適用される。
当初は、資本金3万ドルで契約し、有限会社として設立が検討されて日経マグロウヒル社と通称された。マグロウヒル傘下時代は直販限定で読者へ提供した。読者から前払いされる年間購読料を前受け金として会計処理し、雑誌発行当日までの従業員給与などが長期信用銀行割引債など金融収益だけで支払い可能、と超優良な財務体質で、株式を日経へ譲渡時の売買価格は額面約5000万円が300億円超となった。
かつては不動産を所有せず、千代田区の日経神田別館、小川町三井ビルなど周辺、ニチレイ神田三崎町ビルなどに事業所を置いていた。バブル崩壊後まもなく取引銀行の一つ三井信託銀行から、伊藤忠商事が販売し第一不動産が所有していた不動産が不良債権となっており、担保価格を僅かに下回ってもよいとの条件での斡旋を受けて初めて不動産を購入し、砂防会館隣に日経BP本社ビルとして改築するとともに新館を建築した。同時に報知新聞社あとの近隣のビルにも事業所を構えた。その後、日経BP社本社ビルの市場価格が大幅に下落した後に、NBFプラチナタワーに移転。2017年8月、同じ日経傘下のテレビ東京が、六本木グランドタワーに移転した跡地の日経虎ノ門別館（港区虎ノ門）に本社を移転した。

### 日本経済新聞出版社
2020年4月1日に経営統合した日本経済新聞出版社は、それまで日本経済新聞社内に置かれていた日本経済新聞社出版局を分離・独立し、2007年1月1日に設立した。日経100パーセント出資の子会社であり、出版局時代の出版物・機能をそのまま受け継いだ。新聞社の出版部門が分離・独立してできた出版社に朝日新聞出版、毎日新聞出版、産経新聞出版がある。上場企業の業績をまとめた季刊誌「日経会社情報」を1979年より発刊し、東洋経済新報社の「会社四季報」と人気を二分してきたが、2017年春をもって休刊した。
日本経済新聞出版社と日経BPは、経営統合ののちに「日本経済新聞出版本部」を新設して日本経済新聞出版社の編集・制作部門を引き継いだ。同本部はサブブランド「日本経済新聞出版」を用いて、書籍を発刊する。発売元は、日経BPのメインブランド商品と同様に、日経BPの全額出資会社である「日経BPマーケティング」となる。日本経済新聞出版の本社は新大手町ビル内にある。社内カンパニーも兼ねたブランドとして日本経済新聞出版を維持し、ウェブサイトも別個のものであるため、独自色が維持されている。

## 沿革
- 1969年（昭和44年）
  - 4月 - 日本経済新聞社と米国マグロウヒル社の折半出資により、日経マグロウヒル株式会社を設立。
  - 9月 -「日経ビジネス」創刊。
- 1971年（昭和46年）4月 -「日経エレクトロニクス」創刊。
- 1972年（昭和47年）4月 -「日経メディカル」創刊。
- 1976年（昭和51年）4月 -「日経アーキテクチュア」創刊。
- 1981年（昭和56年）10月 -「日経コンピュータ」、「日経バイオテク」創刊。
- 1982年（昭和57年）3月 - 日本経済新聞社の全額出資により、コンシューマー誌発行を中心とする株式会社日経ホーム出版社を設立。
- 1983年（昭和58年）10月 -「日経パソコン」創刊。
- 1987年（昭和62年）
  - 9月 - パソコン通信サービス「日経MIX」を開始。
  - 11月 -「日経トレンディ」創刊。
- 1988年（昭和63年）
  - 4月 -「日経ウーマン」（現・日経WOMAN）創刊。
  - 7月 - マグロウヒル社が日本経済新聞社へ持株すべてを譲渡し、社名を株式会社日経ビーピー（日経BP社）へ変更。
- 1994年（平成6年）9月 - 米国ナショナルジオグラフィック協会の共同出資により、株式会社日経ナショナルジオグラフィックを設立。。
- 1996年（平成8年）6月 - 既存Webサイトをネットメディア「BizTech」として刷新。
- 1997年（平成9年）10月 - 日経MIX、運用終了。
- 1999年（平成11年）7月 - 建築・土木分野の総合Webサイト「KEN-Platz」開設。
- 2000年（平成12年）9月 - IT関連情報のWebサイトを統合して「IT Pro」開設。
- 2001年（平成13年）10月 - 読者限定Webサイト「日経ビジネス Express」を開設。
- 2005年（平成17年）1月 - ネットメディア「Tech-On！」開設。
- 2006年（平成18年）7月 - ネットメディア「日経ビジネスオンライン」、「日経パソコン オンライン」、「日経メディカル オンライン」（現・日経メディカル Online）開設。
- 2007年（平成19年）1月 - 日本経済新聞社内に置かれていた日本経済新聞社出版局が分離・独立する形で、株式会社日本経済新聞出版社が設立。
- 2008年（平成20年）7月 - 株式会社日経ホーム出版社と合併[3]。
- 2010年（平成22年）
  - 1月1日 - 「日経BPソフトプレス」と出版事業を統合[4]。
  - 1月 - 「日経ソリューションビジネス」を休刊。
  - 10月 - 電子書籍書店「日経BPストア」開設。
- 2015年（平成27年）
  - 1月20日 -「日経エネルギーNext」創刊[5]。
  - 9月 -「日経BP総合研究所」を創設。
- 2016年（平成28年）
  - 3月 - 1988年創刊の「日経レストラン」を休刊。
- 2017年（平成29年）
  - 6月 - 1992年創刊の「日経情報ストラテジー」を休刊。
  - 7月 - 1985年創刊の「日経コミュニケーション」を休刊。
- 2018年（平成30年）
  - 2月 - ネットメディア「日経 xTECH」創刊。
  - 4月 - ネットメディア「日経 xTREND」創刊。
  - 8月 - 月刊誌「日経ビジネス アソシエ」を9月号をもって休刊。
- 2019年（平成31年）
  - 1月 - ネットメディア「日経ビジネス電子版」創刊。
  - 2月 - ネットメディア「日経ARIA」、「日経doors」創刊。
  - 3月 - 2001年創刊の「日経おとなのOFF」定期誌を休刊。
  - 7月 - 直営電子書店「日経ストア」のサービスを終了。
  - 12月 - 1993年創刊の「日経SYSTEMS」を休刊。
- 2020年（令和2年）
  - 4月 - 株式会社日本経済新聞出版社を吸収合併[6][7]。
  - 9月 - 2009年創刊「DAZZLE」、2014年創刊「etRouge」を休刊。
  - 9月 - Webメディア「NikkeiLUXE」の更新停止。
- 2021年（令和3年）
  - 3月 - 1999年創刊の「日経ホームビルダー」を休刊。
  - 4月 - 1972年創刊の「日経メディカル」を休刊。
- 2023年（令和5年）
  - 12月 - 1999年創刊の「日経Linux」が2024年1月号で休刊。
- 2024年（令和6年）
  - 12月28日 - 「日経FinTech」を2025年3月号で休刊すると発表[8]。

## 雑誌メディア

### 会員直販誌
- 日経ビジネス

　一部書店で取り扱いあり。
- 日経トップリーダー
- 日経デザイン
- 日経ESG（日経エコロジーから誌名変更）
- 日経エレクトロニクス
- 日経ものづくり
- 日経Automotive
- 日経Robotics
- 日経コンピュータ
- 日経ニューメディア
- 日経アーキテクチュア（建築の総合情報誌）
- 日経コンストラクション（土木の総合情報誌）
- 日経不動産マーケット情報
- 日経ヘルスケア
- 日経ドラッグインフォメーション
- 日経バイオテク
- 日経パソコン

### 書店販売誌
- 日経エンタテインメント!
- 日経トレンディ
- 日経WOMAN
- 日経マネー
- 日経ソフトウエア
- 日経PC21
- 日経ヘルス
- 日経サイエンス（発行：日経サイエンス）
- ナショナルジオグラフィック日本版（発行：日経ナショナル ジオグラフィック）
- 日本経済新聞縮刷版（発行：日本経済新聞社）
- 日経流通新聞縮刷版（発行：日本経済新聞社）

### 過去に発行していた主な雑誌
- 日経バイト
- 日経MAC
- 日経ベストPC+デジタル
- 日経WinPC
- 日経クリック
- 日経PCビギナーズ
- 日経Windows NT
- 日経システム構築
- 日経NETWORK
- 日経インターネットテクノロジー
- 日経ネットナビ
- 日経情報ストラテジー
- 日経オフィス
- 日経マルチメディア
- 日経ネットビジネス
- 日経CG
- 日経メディカル
- 日経アート
- 日経ジュエリー
- 日経ベンチャー
- 日経アドバンテージ
- 日経リアルエステート・東京
- 日経エアロスペース
- 日経情報ストラテジー
- 日経コミュニケーション[9]
- 日経レストラン
- 日経SYSTEMS
- 日経ソリューションビジネス
- 日経マイクロデバイス
- 日経ネットマーケティング
- 日経Kids+
- 日経ヘルス プルミエ
- 日経ビジネスアソシエ
- 日経おとなのOFF
- Priv
- REAL SIMPLE JAPAN（リアルシンプルジャパン）
- 日経ホームビルダー
- 日経Linux
- DAZZLE（ダズル）
- etRouge
- ecomom（エコマム）
- 日経産業新聞縮刷版（発行：日本経済新聞社）
- 日経FinTech

## 主な書籍出版物
- 単行本各種
- 日経文庫
- 日経プレミアシリーズ
- 日経ビジネス人文庫
- 日経文芸文庫

## ネットメディア
- 日経ビジネス
- 日経クロストレンド
- 日経クロステック
- 日経クロステック Active
- 日経メディカル
- 日経バイオテク
- 日経不動産マーケット情報
- 日経xwoman
- 日経Gooday（日本経済新聞社との共同運営）
- 日経エネルギーNext[10]

## グループ会社
- 株式会社日経ビーピーコンサルティング（日経BPコンサルティング）
- 株式会社日経BPマーケティング - 日経BPグループ、日経新聞社グループが発行する雑誌、書籍、調査レポートの販売会社
- 株式会社日経メディカル開発
- 株式会社日経ビーピー読者サービスセンター（日経BP読者サービスセンター） - 日経BPグループ、日経新聞社グループのお客様対応窓口業務を行う専門会社
- 株式会社日経ビーピーアド・パートナーズ（日経BPアド・パートナーズ）
- 株式会社日経ビーピーサービス（日経BPサービス）

### 海外法人
- Nikkei Business Publications China BP Advertising (Shanghai) Company Limited

## 出版をめぐるトラブル
製品技術マネジメントの専門家である酒井崇男が、2019年にトヨタ自動車に勤務していた知人から相談を受け、共同で「価値の創造主　初代レクサス開発物語」を出版することにした。内容は、酒井が骨子を示し、現行の修正は双方で行ってきた。しかしその後、出版元を巡るトラブルが発生したことから、酒井は出版断念を希望したが、知人は無断で内容を改変し、自らの単著として出版。これについて酒井は、著作権侵害であると主張し、知人と日経BPを東京地方裁判所に提訴。その後2024年になって、当該の書籍の出版停止と、日経BP公式ウェブサイト上での謝罪文掲載、及び書店や販売サイトからの回収を条件に和解が成立した。